# Geschlecht (Genealogie)
Geschlecht (von althochdeutsch gislahti „nach jemandem geraten“, siehe Wortherkunft) bezeichnet in der Familiengeschichtsforschung (Genealogie) eine alte Großfamilie, deren Mitglieder durch verschiedene Grade der Blutsverwandtschaft von einem gemeinsamen Stammvater abstammen und den gleichen Familiennamen tragen: den Geschlechtsnamen (siehe auch Patrilinearität). Verallgemeinernd übertragen Familien mit einer weit zurückreichenden und umfänglich erhaltenen Liste ihrer Vorfahren (Ahnenliste) die Bezeichnung auf ihren eigenen Familienstammbaum und sehen sich als „ein Geschlecht“, auch wenn nicht alle Angehörige den gleichen Familiennamen haben.
Von einer „Stammlinie“ kann in diesem Zusammenhang nur gesprochen werden, wenn ausschließlich männliche Nachkommen eingerechnet werden, wie in der alten römischen Rechtsvorstellung der Agnaten (lateinisch „Hinzu-/Nachgeborene“), bei der alle weiblichen Nachkommen innerhalb der Linie als nur kognatisch (mitgeboren) angesehen wurden (siehe dazu auch Lineare und kollaterale Verwandtschaft).

## Wortherkunft
Das Wort „Geschlecht“ ist eine Sammelbezeichnung, die als Abstraktbildung aus dem althochdeutschen Verb für schlagen entstand, in der Bedeutung „sich in einer bestimmten Richtung entwickeln, nach jemandem geraten, jemandes Art haben, nacharten“:
- althochdeutsch (750–1050): gislahti „was in dieselbe Richtung schlägt“
- mittelhochdeutsch (1050–1350): gesleht(e) „Geschlecht, Stamm, Abkunft, Familie, Gattung“, in der Bedeutung von lateinisch genus: Art, Gattung, Geschlecht, die verwandte (vornehme) Familie, die Nachkommenschaft, die (vornehme) Abstammung, das Volk, die Menschheit
- spätmittelhochdeutsch (1250–1350): in der Bedeutung von lateinisch sexus: männlichen oder weiblichen Geschlechts
- ab etwa 1400 in der Bedeutung als grammatikalisches Geschlecht (lateinisch genus)
- ab dem 17. Jahrhundert als Substantiv: „Geschlechtswort“, in der Übersetzung von lateinisch articulus (Wortart „Artikel“)
- ab dem 18. Jahrhundert als Adjektiv: „geschlechtslos“, in der Bedeutung „zu keinem Geschlecht gehörend“; als Substantiv: „Geschlechtsteil“, in der Übersetzung von lateinisch pars genitalis
- ab dem 19. Jahrhundert als Adjektiv: „geschlechtlich“, in der Bedeutung „das Geschlecht betreffend, sexuell“[1]

Die genealogische Bedeutung des Wortes als einer Familie hat sich insofern noch vor den anderen Bedeutungen entwickelt, die aus dem Wortstamm entstanden sind.

## Unterschiede: Geschlecht, Haus, Familie
Eine große und alte Familie, die als Geschlecht bezeichnet wird oder sich als ein solches versteht, unterteilt sich in einzelne Linien (Hauptlinie mit Nebenlinien), auch „Häuser“ genannt; die einzelnen Kleinfamilien sind Teile eines solchen Hauses. So wurde im Adel, wenn der Vater (als Oberhaupt) starb, die Hauptlinie vom ältesten Sohn fortgeführt (Primogenitur), während seine jüngeren Brüder mit ihren Nachkommenschaften jeweils neue Nebenlinien gründen konnten, die als einzelnes „Haus“ dem ganzen Geschlecht zugerechnet wurden. Geschlechter mit vielen Häusern werden im Plural auch als „die Bourbonen“ oder als das Geschlecht „derer von Schulenburg“ bezeichnet.
Zuweilen werden auch ganze Geschlechter des Hochadels als „Haus“ bezeichnet, insbesondere Dynastien (Herrscherhäuser), beispielsweise das Haus Bourbon. Grundlage dieser Bedeutung waren die eigenen „Hausordnungen“, die sich Adelsfamilien gaben, um ihre Nachfolge zu regeln; in der Geschichtsschreibung des Mittelalters wurden diese aufgegriffen und führten zur Bezeichnung großer Geschlechter als „ein Haus“.
In dieser Tradition wurden dann Häuser und ganze Geschlechter verallgemeinernd als „Familie“ bezeichnet, und umgekehrt versuchten sich nicht adlige Familien auch gerne als „Geschlecht“ zu verstehen. Vom Zusammenhang mit Herrscherdynastien wurde die Nebenbedeutung als vornehmes Geschlecht abgeleitet und der Wortbedeutung zugefügt.
Einen weiteren Rahmen liefert das vielbändige genealogische Handbuch Deutsches Geschlechterbuch (216 Bände ab 1889): Adelige Familien bezeichnen sich durchgängig als Adelsgeschlecht, ebenso vergleichbare bürgerliche Großfamilien, beispielsweise im Hamburger Hanseatentum. Entsprechend wird 1910 unterschieden: „Die Familie begreift nur die nächsten Kinder eines Vaters. Man kann daher die Kinder mit ihrem Vater und ihrer Mutter eine adelige Familie, aber noch kein adeliges Geschlecht nennen, wenn der Vater erst den Adel erhalten hat.“
Schon der römische Historiker Tacitus (58–120 n. Chr.) unterschied beide Bezeichnungen, als er über die Germanen-Stämme anmerkte: „Besonders spornt sie zur Tapferkeit an, dass nicht Zufall und willkürliche Zusammenstellung, sondern Familien und Geschlechter die Reiterhaufen oder die Schlachtkeile bilden“ – er könnte aber auch die Bezeichnung im Sinne der römischen Gens verstanden haben (Sippe oder große Familie mit gleichem Familien- oder Sippennamen). In späteren Quellen findet sich aber zweifelsfrei die vorgenannte Verwendung der Bezeichnung, wenn es beispielsweise heißt: „27 Männer der vornehmsten Geschlechter des Adels und der Bürgerschaft … wurden … hingerichtet“.